# A 100 legnagyobb finn
A 100 legnagyobb finn (finnül Suuret suomalaiset) egy 2004-ben sugárzott televíziós műsor volt, és a száz legnagyobb finnt keresték a nézők véleményének segítségével.  

## A lista

### A győztesek
A fináléban három jelöltre lehetett szavazni: Risto Ryti elnökre, Carl Gustaf Emil von Mannerheim tábornokra és Urho Kekkonen elnökre. A győztes Mannerheim lett, a háborús hős, Finnország későbbi elnöke.

### Az első tíz
| Helyezés | Kép | Név               | Foglalkozás                                        |
| -------- | --- | ----------------- | -------------------------------------------------- |
| 1.       |     | C.G.E. Mannerheim | Finnország elnöke, 1944–1946, finn tábornok        |
| 2.       |     | Risto Ryti        | Finnország elnöke, 1940–1944                       |
| 3.       |     | Urho Kekkonen     | Finnország elnöke, 1956–1981                       |
| 4.       |     | Adolf Ehrnrooth   | a finn veterán szövetség vezető alakja             |
| 5.       |     | Tarja Halonen     | Finnország első női elnöke, 2000–2012              |
| 6.       |     | Arvo Ylppö        | neves oktató                                       |
| 7.       |     | Mikael Agricola   | protestáns reformátor, a finn irodalmi nyelv atyja |
| 8.       |     | Jean Sibelius     | zeneszerző                                         |
| 9.       |     | Aleksis Kivi      | az első finn regény a Hét testvér írója            |
| 10.      |     | Elias Lönnrot     | a finn nemzeti eposz, a Kalevala összegyűjtője     |

### 11 – 100
1. Matti Nykänen (síugró, négyszeres olimpiai aranyérmes)
2. Väinö Myllyrinne (a legmagasabb finn, 247 cm)
3. Ville Valo (a HIM énekese)
4. Lalli (legendás finn, aki megölte Henrik érseket)
5. Väinö Linna (író, az Ismeretlen katona szerzője)
6. Linus Torvalds (A Linux kifejlesztője)
7. Pertti "Spede" Pasanen (rendező, humorista)
8. Pentti Linkola (filozófus)
9. Tove Jansson (író, a Muminok kitalálója)
10. Veikko Hursti (a gyámoltalanok segítője)
11. Paavo Nurmi (futó, 9-szeres olimpiai aranyérmes)
12. Minna Canth (író)
13. J.K. Paasikivi (Finnország 7. elnöke)
14. J.V. Snellman (államférfi, filozófus)
15. Hertta Kuusinen (kommunista politikus)
16. Arto Saari (profi skateboardos)
17. Miina Sillanpää (politikus, első női miniszter)
18. Väinö Tanner (politikus, korábbi miniszterelnök)
19. Lucina Hagman (feminista)
20. Cristfried Ganander (18. századi szótárkészítő)
21. Mika Waltari (író)
22. Mika Häkkinen (Formula–1-es versenyző, 2-szeres világbajnok)
23. Alvar Aalto (építész)
24. Eugen Schauman (nacionlaista)
25. Tapio Rautavaara (énekes, színész, sportoló)
26. Eino Leino (költő, újságíró)
27. Jaakko Pöyry (iparos)
28. Otto Ville Kuusinen (kommunista politikus, költő)
29. Juice Leskinen (énekes, dalszerző)
30. Anders Chydenius (államférfi)
31. Uno Cygnaeus (a finn oktatási rendszer atyja)
32. Jari Litmanen (labdarúgó)
33. Katri Helena Kalaoja (énekes)
34. Fanni Luukkonen (a Lotta Svärd vezetője)
35. Anneli Jäätteenmäki (az első női miniszterelnök)
36. Karl Fazer (iparos)
37. K.J. Ståhlberg (Finnország 1. elnöke)
38. Mauno Koivisto (Finnország 9. elnöke)
39. Helene Schjerfbeck (festő)
40. Reino Helismaa (énekes, dalszerző, szobrász, humorista)
41. Jorma Ollila (a Nokia vezetője)
42. Lauri Törni (katona)
43. Georg Henrik von Wright (filozófus, festő)
44. Arndt Pekurinen (pacifista)
45. Tauno Palo (színész)
46. Akseli Gallen-Kallela (festő)
47. J.L. Runeberg (a finn himnusz írója)
48. Kyösti Kallio (Finnország 4. elnöke)
49. Paavo Ruotsalainen (farmer, prédikátor)
50. Lars Levi Laestadius (lelkész, író)
51. Lasse Virén (4-szeres olimpiai aranyérmes)
52. Helvi Sipilä (ENSZ főtitkár-helyettes)
53. Yrjö Kallinen (pacifista, miniszter)
54. Artturi Ilmari Virtanen (Nobel-díjas kémikus)
55. Nils-Aslak Valkeapää (számi származású író, költő, énekes)
56. Armi Kuusela (a Miss Universe első győztese)
57. P.E. Svinhufvud (Finnország 3. elnöke)
58. Aki Kaurismäki (rendező)
59. Kalle Päätalo (író)
60. Paavo Lipponen (korábbi miniszterelnök)
61. Aurora Karamzin (arisztokrata)
62. Sakari Topelius (történész, író)
63. Alli Vaittinen-Kuikka (nővér)
64. Simo Häyhä (katona, a történelem legsikeresebb mesterlövésze)
65. Jaakko Ilkka (parasztlázadás vezetője)
66. Arto Javanainen (jégkorongozó)
67. Leena Palotie (génkutató)
68. Karita Mattila (szoprán)
69. Veikko Hakulinen (cross country síző, 3-szor olimpiai aranyérmes)
70. Helle Kannila (a finn könyvtárrendszer atyja)
71. Olavi Virta (singer, entertainer)
72. Hannu Salama (vitatott regényíró)
73. Irwin Goodman (énekes)
74. Laila Kinnunen (énekes)
75. Arvi Lind (legendás műsorvezető)
76. Kirsti Paakkanen (designer)
77. Larin Paraske (orális költő)
78. Mathilda Wrede (börtön-rehabilitációs)
79. Erno Paasilinna (regényíró)
80. Antti Tuisku (énekes)
81. Annikki Tähti (énekes)
82. Elisabeth Rehn (korábbi védelmi miniszter)
83. Esa Saarinen (filozófus)
84. Maiju Gebhard (feltaláló)
85. Kalevi Sorsa (miniszterelnök, 1972 és 1987 között 4-szer)
86. A.F. Airo (Mannerheim segéde)
87. Lauri Ylönen (a The Rasmus énekese)
88. Raimo Helminen (jégkorongozó, 330-szoros válogatott)
89. Armi Ratia (a Marimekko alapítója)
90. Veikko Sinisalo (színész)

## Külső hivatkozások
- Suuret suomalaiset
- A PDF poster of the 100 candidates (773 kb)